# Абранка
А́бранка  (укр. А́бранка) — село в Нижневоротской сельской общине Мукачевского района Закарпатской области Украины.
Население по переписи 2001 года составляло 589 человек. Почтовый индекс — 89122. Телефонный код — 3136. Занимает площадь 1,748 км². Код КОАТУУ — 2121580501.
Первое упоминание об Абранке в исторических документах относится к 1611 году.